# Daizy Stripper
DaizyStripper (デイジーストリッパー?) es una banda japonesa de rock alternativo y Pop-Rock perteneciente al estilo Visual Kei, se formó el año 2007.

## Historia
La banda se formó en marzo del 2007 por Mayu, Rei y Kazami (Ex - Clavier), y Yu-Giri que dio la idea de la banda, más tarde el bajista Rei invitó a uno de sus conocidos, Nao para ser parte de la banda como guitarrista, su primer trabajo fue un Demo-Tape, para que después en junio del 2007 se presentaran por primera vez en vivo junto a otras bandas de la escena Visual Kei.
El 13 de febrero del 2008 la banda lanzó su primer sencillo + DVD titulado "Dandelion", entró en el número 10 de la lista de Oricon, la popularidad de la banda creció rápidamente por lo que se esperaba su próximo sencillo.
En mayo, DaizyStripper tenía la gran oportunidad de tocar delante de un gran público en el estadio Ajinomoto para el Hide Memorial Summit. Seguidamente, tuvo su primer one-man en vivo, Stripper's Kingdom, el 6 de junio en Shibuya BOXX. Ese mes se publicó un two-CD llamado CROSS, y en septiembre se embarcó en una gira Osaka-Nagoya-Tokio circuito llamada [CROSS] - Gekijou Trip/Ryuusei Trip.
En agosto de DaizyStripper hicieron su debut en América, actuando en la anime convención Otakon de 2008 en Baltimore, Maryland.
El último álbum de la banda fue "SIREN" lanzado el 5 de octubre del 2011 y su último sencillo fue "Setsubo no Freesia" lanzado el 2 de noviembre del 2011. El 24 de junio de 2012 DaizyStripper asistirá al concierto "Rose's Symposium" que conmemora el 5.º aniversario de la banda Versailles ~Philharmonic Quintet~ un concierto al cual asistirán además de DaizyStripper otras bandas dentro del círculo de Versailles, bandas como Moi dix Mois, Matenrou Opera, LIN ~The End Of Corruption World~, D y Kaya.

## Miembros
- Yu-Giri - Vocalista
- Mayu - Guitarrista
- Nao - Guitarrista
- Rei - Bajista
- Kazami - Baterista

## Discografía

### Sencillos
- Dandelion (2008.02.13)
- Dandelion (2nd Press)(2008.04.16)
- Juliette No Knive (2008.05.xx)
- CROSS (2008.06.11)
- TRUTH (2008.09.15)
- DEAREST (2009.06.03)
- Harumeku Bokura (2010.03.03)
- Trigger/STAY GOLD (2010.04.21)
- White Butterfly ~LAST SCENE~ (2010.11.24)
- Setsubo no Freesia (Type-D) (2011.11.02)
- Setsubo no Freesia (2011.11.02)

### Miniálbumes
- THE BEAUTY (2009.11.04)

### Álbumes
- LOVE (2010.08.11)
- BIRTH (2010.08.11)
- BIRTH or LIVE? (2011.01.05)
- BLESS (2011.06.29)
- SIREN (2011.10.05)

### Otros
- CANNONBALL vol. 4 (2008.06.11) [Omnibus]
- Visualy[zm] The Cure Century (2008.07.30) [Omnibus]
- Shock Edge 2008 (2008.10.15) [Omnibus]
- Dandelion (WOWOW - hide memorial summit 2008.05.03)